# Бенавидес, Джоу
Джоу Эндрик Бенавидес Банегас (исп. Jhow Hendric Benavidez Banegas; род. 26 декабря 1995, Эль-Порвенир, Атлантида) — гондурасский футболист, полузащитник клуба «Реал Эспанья» и сборной Гондураса. Участник Олимпийских игр 2016 в Рио-де-Жанейро.

## Клубная карьера
Бенавидес начал карьеру в клубе «Реал Эспанья». 20 января 2013 года в матче против «Атлетико Чолома» он дебютировал в чемпионате Гондураса. 11 августа 2014 года в поединке против «Платенсе» Хоу забил свой первый гол за «Реал Эспанья».

## Международная карьера
В 2015 году Бенавидес был включён в заявку молодёжной сборной Гондураса на участие в Молодёжном кубке КОНКАКАФ на Ямайке. На турнире он сыграл в матчах против молодёжных команд Кубы ,Гаити, Канады, Мексики, Сальвадора и Гватемалы. В поединке против кубинцев Хоу забил гол.
Летом того же года Бенавидес принял участие в молодёжном чемпионате мира в Новой Зеландии. На турнире он сыграл в матчах против команд Узбекистана, Фиджи и Германии.
В 2016 году в составе олимпийской сборной Гондураса Бенавидес принял участие в Олимпийских играх в Рио-де-Жанейро. На турнире он сыграл в матчах против команд Алжира, Португалии, Аргентины, Южной Кореи, Бразилии и Нигерии.
9 октября 2016 года в товарищеском матче против сборной Белиза Бенавидес дебютировал за сборную Гондураса.